# Хендри, Пол
Пол Хендри (англ. Paul Hendrie; 27 марта 1954, Глазго) — шотландский футболист, полузащитник.
До переезда в Бирмингем играл в молодёжной команде Керкинтиллоха, после чего стал играть за «Бирмингем Сити». В состав попадал нечасто и в 1976 году перебрался в Североамериканскую футбольную лигу, где в течение сезона играл за команду «Портленд Тимберс». После рождения сына — Ли Хендри, вернулся на Туманный альбион и в течение двух сезонов играл за «Бристоль Роверс». В июле 1979 года перешёл в «Галифакс Таун», где отметился голом в третьем раунде Кубка Англии, который позволил выбить из турнира команду «Манчестер Сити» (1:0). В августе 1984 года перешёл в «Стокпорт Каунти», за который играл вплоть до сезона 1988/89 включительно.
В дальнейшем играл за любительские «Нанитон Боро», «Бат Сити», «Бертон Альбион» и «Чемсли Таун».
Тренировал «Реддитч Юнайтед» и «Тамуэрт», с «Тамуортом» выиграл Дивизион Центр Южной футбольной лиги в сезоне-1996/97.
Сыновья Ли и Стюарт[en], а также племянник Джон Хендри — также футболисты.